# Jorge Alfonso del Castillo
Jorge Alfonso Alejandro del Castillo Gálvez (Lima, 2 de julho de 1950) é um advogado e político peruano. Foi primeiro-ministro do Peru entre 2006 e 2008.